# 江川大輔
江川 大輔（えがわ だいすけ、1974年4月5日 - ）は、日本の男性声優。マウスプロモーション所属。愛知県出身。

## 来歴
江崎プロダクション養成所を経て、1999年から江崎プロダクション（現：マウスプロモーション）に所属。

## 人物
声優としてはアニメ、外画、ゲームなどで活躍している。
方言は名古屋弁。

## 出演
太字はメインキャラクター。

### テレビアニメ
1999年
- スーパードール★リカちゃん（学生2）

2000年
- サイバーシックス（アパートの男性、警察署長）
- 週刊ストーリーランド（客、男、美容師）
- 六門天外モンコレナイト（マスター）

2001年
- 仰天人間バトシーラー（ドボーグ1号 / ドタキャノン、ドボーグ2号 / ドタキャンダー、ドボーグ3号 / ドタバトラー、ドボーグ4号 / ドタタイガー、キンサンダー / オサバキング、プリンス・ヤスモン / オーゴン大公、市長、ハイハイ和尚、ハタラキーノ、カーミシ・バイヤー / コレデシ・マイヤー、オット・カンパーク将軍 / オットーマイホーム）
- サイボーグ009 THE CYBORG SOLDIER（獅子頭博士 他）
- 星界の戦旗II（刑務官A、部下、通信長）
- バンパイヤン・キッズ（博物館館長）
- ルパン三世 アルカトラズコネクション

2002年
- おねがい☆ティーチャー（引っ越し業者）
- 東京アンダーグラウンド（敵、レジスタンス）
- 東京ミュウミュウ（ヘビー級ボクサー）
- パタパタ飛行船の冒険（衛兵、看守）
- ヒートガイジェイ（2002年 - 2003年、ハリー、チンピラB、バーテンダー、刑事、男B、警備員）
- ルパン三世 EPISODE:0 ファーストコンタクト

2003年
- WOLF'S RAIN（バーテン）
- 最遊記RELOAD（妖怪）
- トキ この地球（ほし）の未来を見つめて（御付き1、武士2、子分B、屋台の客、猟師B）
- NARUTO -ナルト-（ドス・キヌタ、モズク、六角）

2004年
- 攻殻機動隊 S.A.C. 2nd GIG（小隊長）
- 光と水のダフネ（ひったくられ男）
- 無人惑星サヴァイヴ（アダムの父、声）
- 焼きたて!!ジャぱん（医者）
- ルパン三世 盗まれたルパン 〜コピーキャットは真夏の蝶〜

2005年
- ギャラリーフェイク（兵士ビル）
- モーレツ探偵（局長）
- ロックマンエグゼStream（ジャッカス）

2006年
- 出ましたっ!パワパフガールズZ（数学の教師）
- ファンタスティック・フォー（ドクター・ドゥーム）

2007年
- 逮捕しちゃうぞ フルスロットル（コンドルタイガー）

2010年
- 世紀末オカルト学院（黒服）
- 咎狗の血（参加者）
- ヨスガノソラ（月見山）

2012年
- クレヨンしんちゃん（テレビの声）
- 忍たま乱太郎（陶工）
- BTOOOM!（黒服）

2013年
- 宇宙戦艦ヤマト2199（ヴォル・ヤレトラー、航空隊員、整備員）※2012年劇場先行公開
- NARUTO -ナルト- 疾風伝（ドス キヌタ）

2014年
- ガイストクラッシャー（モルダ）
- ブレイドアンドソウル（ナハト）

2015年
- ゴッドイーター（難民、アリサ父）

2017年
- 鬼平（鶴造）

2018年
- 銀河英雄伝説 Die Neue These 邂逅（ジョアン・レベロ）
- ハイスコアガール（2018年 - 2019年、ダルシムさん） - 2シリーズ
- からくりサーカス（2018年 - 2019年、シュヴァルツェス・トーア）

2021年
- ドラゴン、家を買う。（リザードマン）

2023年
- 鬼滅の刃 刀鍛冶の里編

2024年
- 凍牌〜裏レート麻雀闘牌録〜（2024年 - 2025年、ナレーション）

### 劇場アニメ
- アテルイ（2002年、鬼道の部下）
- 猫の恩返し（2002年）

### OVA
- Memories Off 終わらない雨〜唯笑編〜（2001年、追試の試験官）
- ルパン三世 生きていた魔術師（2002年、ガードマン）
- 鴉 -KARAS-（2005年、沢田刑事）
- ろぼっとアトム（2015年、ゴラー）

### Webアニメ
- ニンジャスレイヤー フロムアニメイシヨン（2015年、オフェンダー）
- マウスどうぶつえん（2017年、メンダコのだいすけ）

### ゲーム
2000年
- ラグナキュール レジェンド
- 立体忍者活劇 天誅 弐（伽藍）

2001年
- サクラ大戦3 〜巴里は燃えているか〜（群集）

2002年
- 侍（玉川上水）
- Halo: Combat Evolved（ビセンティ）

2003年
- 侍道2（同心）
- ルパン三世 海に消えた秘宝（フェリー乗員）

2004年
- 3年B組金八先生 伝説の教壇に立て!（島袋行長、美智子の父）

2005年
- イレギュラーハンターX
- サクラ大戦V 〜さらば愛しき人よ〜（髑髏坊）
- 忍道 戒（多羅場忍者）
- Twelve〜戦国封神伝〜（カコウ、エグザビア）
- 風雲 幕末伝（西郷隆盛）

2007年
- ウィル・オ・ウィスプ（ジャック）
- エースコンバット6 解放への戦火（スカイキッド）
- ジェットインパルス

2008年
- ウィル・オ・ウィスプ 〜イースターの奇跡〜（ジャック）
- 侍道3（藤森兵、野武士、村人、町人）
- ストリートファイターIV（ダルシム）

2009年
- ウィル・オ・ウィスプ DS（ジャック）
- ウィル・オ・ウィスプ ポータブル（ジャック）

2010年
- スーパーストリートファイターIV（ダルシム）

2011年
- うみねこのなく頃に散 〜真実と幻想の夜想曲〜
- 侍道4（琴吹光）
- 魔界戦記ディスガイア4（ハゴス）

2012年
- ガイストクラッシャー（モルダ）
- ストリートファイター X 鉄拳（ダルシム）
- デビルサマナー ソウルハッカーズ（シド・デイビス）
- 特殊報道部（細江純二朗）
- ファイアーエムブレム 覚醒（ブレディ）
- BLACK WOLVES SAGA - Bloody Nightmare -
- BLACK WOLVES SAGA - Last Hope -

2013年
- 月英学園 -kou-
- The Wonderful 101（ワンダ・ブルー）
- 真・女神転生IV

2014年
- ウルトラストリートファイターIV（ダルシム）

2015年
- 憂世ノ志士（徳川慶喜）
- 憂世ノ浪士（徳川慶喜）
- 喧嘩番長6 〜ソウル&ブラッド〜（黒川道三）
- ドラゴンズドグマ オンライン（ハインツ）
- PROJECT X ZONE 2:BRAVE NEW WORLD（髑髏坊）

2016年
- 真・女神転生IV FINAL
- ストリートファイターV（ダルシム）

2017年
- ウルトラストリートファイターII -The Final Challengers-（ダルシム）
- スーパーロボット大戦V（ヴォル・ヤレトラー）
- BLACK WOLVES SAGA - Weiβ und Schwarz -

2019年
- モンスターストライク（2019年 - 2024年、文殊広法天尊、アンチテーゼ、ガイザラシ、さよならグラビティ〈インフィニティX〉）
- ファイアーエムブレム ヒーローズ（ブレディ）
- AI: ソムニウム ファイル（熊倉狼範）

2020年
- ファイナルファンタジーVII リメイク

2023年
- OCTOPATH TRAVELER II
- ストリートファイター6（ダルシム）

2024年
- モンソニ！（2024年 - 2025年、インフィニティX）

### ドラマCD
- Weiß kreuz Wish A Dream Collection III THE ORCHID under THE SUN 太陽の蘭（マスター）
- ウィル・オ・ウィスプ ドラマCD 〜クリスマスの軌跡〜（ジャック）
- スターオーシャン Till the End of Time Vol.1 新しき風の凱歌（団員）
- MAUSU THEATER
- 八雲立つ 新音盤物語（首長C）

### BLCD
- 神様の腕の中（シオの父、群集の手A、保健医）
- 空中庭園（ヴァルファス）
- 黒豹の騎士〜美しき提督の誘惑〜（キアフ）
- 交渉人は疑わない（七五三野登喜男）
- 清澗寺家シリーズ6 終わりなき夜の果て（久慈武光）
- タイムリミット（父）
- 姫君の輿入れ（藤原正光）
- プリーズ・ミスター・ポリスマン!（教授）
- 優しいだけじゃ足りなくて〜Not full only in the sweetness...〜（若狭の父、年配の男）

### デジタルコミック
- ブレイブ フロンティア 第二話「新たなる脅威」（2017年、ランフォード[20]）

### 吹き替え

#### 映画
- ウインドトーカーズ（ハスビー）
- オペラ座の怪人（マルセル）
- キャッチ・ミー・イフ・ユー・キャン（男性）
- シー・オブ・ラブ ※テレビ東京版
- スタートレックVI 未知の世界
- ストーカー（ブラヴォー巡査）
- ゼイ・イート・ドッグス（マーチン）
- チェルシーホテル（フランク）
- ディープ・ブルー（ベン）※日本テレビ版
- バーバーショップ（男R）
- パトリオット ※ソフト版
- ビリー's GUN & FIGHT!（ノートン）
- ファイナル・インパクト（ピーター）
- ブラックホーク・ダウン（エドワード・ユーレク2等軍曹）
- ベオウルフ（ウィル）
- ベスト・キッド（ジミー）
- ベルベット・ゴールドマイン（トレヴァー）
- マイノリティ・リポート（アーサー）
- マジェスティック（カール）
- マッケンナの黄金（ハチタ）
- ミーン・マシーン（ケッチ）
- メン・イン・ブラック2（D）
- モンテ・クリスト伯
- U-571（タンク）※2004年テレビ朝日版
- ライジング・ドラゴン（マイケル）
- リプリー（ファウスト）
- ロードキラー マッドチェイス

#### ドラマ
- ER緊急救命室
  - シーズン6 #3（ヨシュア・フォックス〈コリー・キング〉）
  - シーズン7 #12（ゲイリー・パーネル〈ジェフ・ミード〉）
  - シーズン9 #16（アービー〈ロイス・リー・マイナー〉）
  - シーズン10 #10（ピーター〈ジャック・C・スミス〉）
  - シーズン11 #3（エバンス）
  - シーズン12 #11（ピート・パーキンス〈ゲイリー・デウィット・マーシャル〉）
  - シーズン13（マニッシ〈アーシフ・マンドヴィ〉）、#11（バルサザール〈スコット・ローレンス〉）
- コールドケース7 ザ・ファイナル
- ザ・ハウス
- 笑傲江湖（左冷禅、緑竹翁）
- スタートレック:エンタープライズ（ホーキンス伍長）
- S.W.A.T. （カークランド）
- 大旗英雄伝（鉄中棠）
- チング 〜愛と友情の絆〜（ジュンソク〈キム・ミンジュン〉）
- デューン/砂の惑星（ラバン〈ラズロ・I・キッシュ〉）
- 24 -TWENTY FOUR-（アニコン）
- フロスト警部
- 僕の妻はスーパーウーマン（ハン・ジュニョク〈チェ・チェロ〉）
- 名探偵モンク（第4シーズン：#3）

#### テレビ番組
- メイクアップ・スター（ドミニク）

#### アニメ
- X-メン:エボリューション（ウルヴァリン）
- エル・ドラド 黄金の都
- スパイダーマン&アメイジング・フレンズ（ドクター・ドゥーム、カメレオン）
- ファンタスティック・フォー（ドクター・ドゥーム）
- プッカ（トゥーン・ディズニー→ディズニーXD版）（サンタ・クロース）

### DVD
- オトメイトパーティー♪ in メルパルクホール（2008年5月24-25日）Live DVD　※収録は24日の回のみ。

### 特撮
- 特捜戦隊デカレンジャー（2004年、ギラーク星人ドン・ビアンコの声）
- 仮面ライダーシリーズ
  - 仮面ライダーキバ（2008年、ポーラベアーファンガイアの声）
  - 仮面ライダーウィザード（2013年、仮面ライダーの声）

### ラジオ
- MACOT（現・火乃真）とダイスケの名で個人Webラジオに出演。2001年11月8日から2002年2月21日まで放送。全16回。
- デジタルラジオ「杉田智和のアニゲラ!ディドゥーーン」#20にゲスト出演。

### 舞台
- マウスプロモーション50周年記念公演「ぼくの好きな先生」（2024年[21]）

### シリーズ一覧
1. ↑  第1期（2018年）、第2期『II』（2019年）